# حاجي أباد (سميرم)
حاجي أباد هي قرية في مقاطعة سميرم، إيران. عدد سكان هذه القرية هو 144 في سنة 2006.